# Khirauna
Khirauna – gaun wikas samiti we wschodniej części Nepalu w strefie Sagarmatha w dystrykcie Siraha. Według nepalskiego spisu powszechnego z 2001 roku liczył on 565 gospodarstw domowych i 3329 mieszkańców (1568 kobiet i 1761 mężczyzn).